# 卡爾皮 (亞沃里夫區)
50°10′4″N 23°27′33″E / 50.16778°N 23.45917°E
卡爾皮（烏克蘭語：Карпи），是烏克蘭的村落，位於該國西部利沃夫州，由亞沃里夫區負責管轄，處於蘇哈利帕河畔，始建於1815年，面積0.25平方公里，海拔高度282米，2001年人口104。